# Günther Lütjens
Günther Lütjens (25. maj 1889 – 27. maj 1941) var en tysk admiral. Omkom om bord på slagskibet Bismarck 1941.
- Wikimedia Commons har flere filer relateret til Günther Lütjens